# ليوبوف أورلوفا
ليوبوف أورلوفا (1902 - 1975) (بالروسية: Любо́вь Петро́вна Орло́ва) ممثلة سوفيتية. اشتهرت بأداء ادوار في أ فلام كوميدية والتي كانت أغلبها من إخراج زوجها المخرج السوفيتي غريغوري ألكسندروف.
حازت على جائزتي الدولة لعامي 1941 و1950

## نبذة عن حياتها
ولدت ليوبوف اورلوفا عام 1902 في مدينة زفينيغورود بضواحي موسكو. كان أبوها أورلوف بيوتر موظفا في وزارة الحربية الروسية وينتمي إلى اسرة أورلوف المشهورة المنتمية إلى القائد الأسطوري ريوريك والتي شارك أحد اعضائها وهو غريغوري أورلوف في الانقلاب على الحكم القيصري الذي أسفر عن تولي كاترينا الثانية العرش الروسي في النصف الثاني للقرن الثامن عشر. اما امها يفغينيا سوخوتينا فكانت من سلالة اسرة عريقة من النبلاء الروس التي ينتمى إليها الكاتب ليف تولستوي.
أراد والديها ان تصبح ابنتهما عازفة بيانو. لذلك ارسلاها في سنوات صباها إلى مدرسة موسيقية.
درست في أعوام 1919–1922 بكونسرفتوار موسكو، ثم في كلية الباليه للمعهد المسرحي في موسكو أعوام 1922– 1925. وعملت كمغنية اوبرا وراقصة باليه في مسرح موسكو الموسيقي.
وكان أول دور لعبته ليوبوف اورلوفا في السينما هو دور غروشينكا في فيلم «ليلة بطرسبورغ» عام 1934. والذي اقتبست فكرته من رواية الاخوة كارامازوفلفيودور دوستويفسكي.
وأصبح دور أنيوتا في فيلم «الشباب المرح» من إخراج غريغوري ألكسندروف انعطافا في حياتها الفنية. فحظيت باعجاب ستالين نفسه بهذا الفيلم الكوميدي بعد أن شاهده في عام 1934 فمنحها وسام سوفيتي.
ذاع صيتها بعد ادائها لادوار ممثلة أمريكية في فيلم «السيرك» (1936)

## أعمالها
1. -فيلم «ليلة بطرسبورغ» عام 1934أول عمل لها زكان في دور غروشينكا
2. - فيلم فولغا – فولغا 1938 في دور عاملة بريد
3. - فيلم عائلة (فيلم سوفيتي)[الإنجليزية] عام 1943 إخراج ألكسندروف
4. - فيلم الربيع عام 1947 في دور بروفسورة من إخراج ألكسندروف
5. - فيلم الشباب المرح كوميدي
6. - فيلم السيرك كوميدي
7. - فيلم فولغا – فولغا
8. -مسرحية «السيدة سيفيدج الغريبة الأطوار». عام 1947.م بدور دور السيدة سيفيدج من إخراج المسرحي يوري زافادسكي

توفيت ليوبوف أورلوفا في 25 يناير/كانون الثاني عام 1975 بعد إصابتها بمرض السرطان.

## روابط خارجية
- ليوبوف أورلوفا على موقع IMDb (الإنجليزية)
- ليوبوف أورلوفا على موقع ميوزك برينز (الإنجليزية)
- ليوبوف أورلوفا على موقع أول موفي (الإنجليزية)
- ليوبوف أورلوفا على موقع ديسكوغز (الإنجليزية)
- ليوبوف أورلوفا على موقع قاعدة بيانات الفيلم (الإنجليزية)
- ليوبوف أورلوفا على موقع كينوبويسك (الروسية)

## للاستزادة
- روسيا اليوم - ليوبوف أورلوفا نجمة نبيلة في السينما السوفيتية
- موقع الأخبار
- موقع الحوار المتمدن
- Любовь Орлова: сайт-музей موقع باللغة الروسية عن الفنانة ليوبوف أورلوفا
- Любовь Орлова на сайте Наш Фильм باللغة الروسية عن الفنانة ليوبوف أورلوفا
- Lyubov Orlova, the Expedition Ship موقع باللغة الإنكليزية عن الفنانة ليوبوف أورلوفا